# Holorusia vinsoniana
Holorusia vinsoniana is een tweevleugelige uit de familie langpootmuggen (Tipulidae). De soort komt voor in het Afrotropisch gebied.